# Blohm & Voss Bv P.211

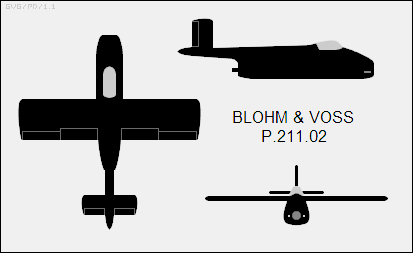
Blohm und Voss Bv P.211

De BV P.211 was een project voor een straaljager dat werd ontworpen door de Duitse vliegtuigbouwer Blohm und Voss.

## Ontwikkeling
Het project werd opgestart voor de “Volksjäger”-competitie van september 1944. Voor de bouw van de ontwerpen van deze competitie moest zo weinig mogelijk gebruik worden gemaakt van strategische materialen. Tevens moesten de ontwerpen eenvoudig zijn uitgevoerd en geschikt zijn voor snelle massaproductie.
Het project stond onder leiding van Dr. Vogt. Hij maakte voor de constructie gebruik van staal, hout en aluminium. Het uiteindelijke ontwerp dat werd uitwerken was de BV P.211.02. De vleugels waren hoog tegen de rompzijkant geplaatst en recht uitgevoerd. De buitenvleugels waren van hout vervaardigd.
De cockpit was in de rompneus geplaatst voor de vleugels en was voorzien van een druppelkap. Het neuswiel werd achterwaarts in de rompneus opgetrokken, het hoofdlandingsgestel voorwaarts in de romponderkant.
De bewapening bestond uit twee 30mm-MK108-kanonnen met 60 schoten elk. Deze waren in de onderkant van de rompneus geplaatst.
Het ontwerp werd als beste beoordeeld tijdens de competitie. Men koos uiteindelijk voor de Heinkel He P.1073. Dit ontwerp werd de Heinkel He 162. De keuze viel op dit ontwerp omdat het minder manuren kostte om een toestel te bouwen en men maakte ook gebruik van het landingsgestel van de Messerschmitt Bf 109.

##### Technische specificaties
- Spanwijdte: 7,60 m.
- Lengte: 8,06 m.
- Hoogte: 3,30 m.
- Vleugeloppervlak: 12,87 m².
- Leeggewicht: 2.480 kg.
- Startgewicht: 3.400 kg.
- Maximumsnelheid: 767 km/uur op 6.000 m.